# Levermosser
 Ikke at forveksle med Mosser.
Levermosser (latin: Marchantiophyta) er meget primitive planter, som på en række punkter minder om mosser, f.eks. ved at de formerer sig ved sporer, er meget lavtvoksende, er helt afhængige af fugtighed i omgivelser og ikke har en stængel/blad-struktur som vi kender fra højere planter. Levermosser er dog endnu mere primitive end de egentlige mosser. I ældre botanisk litteratur kan man af og til se levermosser indplaceret som en klasse under de egentlige mosser, men levermosser adskiller sig fra de egentlige mosser på en hel række afgørende punkter.
Levermosser findes stort set over hele Jorden og er også almindelige i Danmark. De lever dog oftest et upåagtet liv da de er uanseelige, vokser på lidt fugtige steder (ofte sammenfaldende med helt eller delvis skygge) og på mange måder ligner mos. Der anslås at være mellem 6.000 og 10.000 forskellige arter af levermosser.
De fleste levermosser har en struktur der minder om strukturen hos de egentlige Mosser med en ret skrøbelig, sprød stængel med 2 rækker bladlignende, ofte udadrettede lober (blade), og ofte nogle anderledes formede bugblade på stængelens underside. En række levermosser har dog ikke denne opbygning, men består af et såkaldt thallus der kan minde lidt om en alge. Ligner bladplader på ca. 1 cm, lidt læderagtig og glat, evt. våd el. slimet. Til denne gruppe hører bl.a. en af de almindeligste danske levermosser, Almindelig Lungemos (Marchantia latifolia). Denne er af samme grund let genkendelig og minder ikke om nogen anden dansk mos.
De fleste levermosser er landplanter, men der findes også vandlevende levermosser, f.eks. Riccia fluitans der nogle gange ses i akvarier.
Foruden grønkorn har levermos specielle olielegemer i bladcellerne. De går dog til ved tørring. Sporehusene er kuglerunde, oftest på en gennemsigtig stilk (børste).
Levermosserne er den primitiveste form for landplanter efter algerne (nogle alger findes på land i fugtige miljøer). (Se kladogrammet herunder)
I 2010 fandt man i Argentina 5 forskellige former for fossile levermosser, der blev dateret til mellemste Ordovicium for ca. 470 millioner år siden. Disse er dermed de ældste kendte fossiler af Stængelplanter.

## Livscyklus
Selvom de levermosser og hornkapsler der forekommer i Danmark kan virke meget ens fra en makroskopisk betragtning, ses på diagrammet hvordan de mikroskopiske karakterer ved deres livscyklus er meget forskellige.
| Portal | Portal:Botanik |